# 世界語歷史
世界语最初起源于1887年，由波蘭眼科醫生柴門霍夫發明。这正是人们对沃拉普克语失去兴趣的年代。雖然世界语未受到各國政府及國際組織的支持，甚至有時還受到抑制，不過世界語的使用者仍然持續的增加。今天，以世界語為母語的人士約1000人 。能流利使用的人估計十萬到兩百萬人。

## 標準化意地緒語
19世紀80年代，柴門霍夫除了致力於完善世界語，還嘗試過根據他家鄉波蘭比亞維斯托克的口音來統一意地緒語，以便俄羅斯帝國境內的猶太人使用。柴門當時使用拉丁字母 ć, h́, ś, ź （後來演變爲世界語的 ĉ, ĥ, ŝ, ĵ）以及 ě 來表示非中央元音。但是，他最後認定這項統一計劃並沒有任何希望，因此便放棄了，從而專心於世界語作爲人類統一語言的研究。語言學家 Paul Wexler 認爲世界語並非在從各歐洲主要語言中隨機東拼西湊，而是一門經過拉丁語詞彙重整的意地緒語。不過該說法並未受主流語言學界支持。

## 出版前的語言發展
柴門霍夫之後便聲稱，自己從兒時開始便夢想着一門人類通用的語言。起初，他有想過復活拉丁文，但是在學校學習拉丁文的時候，便覺得該語過於複雜，無法勝任世界通用語。在其學習英語的過程中，柴門霍夫意識到動詞的人稱變位並沒有必要，並且語言語法結構原來可以比他之前所想的更簡單。但是解決了語法問題， 學習者依然需要記憶海量詞彙。柴門霍夫受兩個俄語單詞：Швейцарская（門衛的房間，來自單詞 швейцар，門衛）以及 Кондитерская（甜品商店，來自單詞 кондитер，甜品商）所啓發，語言可以通過使用詞綴的組合，從而減少交流所需詞根的數量。柴門霍夫決定從羅曼語族以及日耳曼語族中吸收詞彙，因爲這兩個語族的語言當時在整個世界比較流行，能夠儘量被多數人所理解。
柴門霍夫一開始教他的高中同學一些世界語的早期版本。之後在幾年中，他通過翻譯以及詩歌創作不斷完善世界語。在1895年，他寫道“即使在1878年的時候，我覺得這門語言已經準備很充分了，但是我還是用了另外6年時間來完善它。”在柴門霍夫準備出版的時候，受到了出版審查的阻力。但是他並沒有放棄，反而繼續翻譯聖經以及莎士比亞作品，而這一拖延因此亦間接幫助柴門霍夫完善世界語。在1887年7月，《第一本書》終於出版，介紹世界語的一些基礎。該書所介紹的世界語版本，被後代沿用至今。

## 《第一本書》和《布倫宣言》
《第一本書》出版於1887年。起初，世界語僅在俄羅斯帝國和東歐流行，後來便散播到西歐和世界其他部分：1889年到阿根廷，1901年到加拿大，1903年到阿爾及利亞，智利，日本，墨西哥和祕魯，1904年到突尼斯，以及1905年到澳大利亞，美國，幾內亞，印度支那，新西蘭，越南東京以及烏拉圭。
起初，世界語主要僅用於柴門霍夫本人，和其他一些早期世界語者的出版物。還有一些書信，有限的日常對話，以及1889年到1895年間的世界語雜誌《世界語者》。
1894年，由於來自 Wilhelm Trompeter的壓力，雜誌的出版商以及其他世界語運動的領袖，包括柴門霍夫本人，不得不在雜誌上刊登一項關於世界語的激進改革，來讓讀者投票是否接受。該項方案，將世界語的字母減到22個（主要去除有變音符號的字母），將名詞複數結尾改爲 -i，以及取消賓格 -n，改爲用語序表達賓格；其他一些改動還有：廢除形容詞和副詞之間的差別，將分詞的數量從6個減到2個，以及使用更多的羅曼語族單詞來構成關係詞。該改革方案被大比數否決，後來主要被其他一些世界語變種，例如伊多語所接受。隨後十年間， 世界語便散播到西歐，尤其是法國。1905年，至少有27本世界語雜誌被出版。
1904年，一個小型國際會議舉行，催生了1905年8月，在法國濱海布洛涅的第一次國際世界語大會。大會有來自20個國家，688名代表參加。在大會上，柴門霍夫正式放棄其在世界語運動中的領導地位，因爲並不希望針對他本人的反猶太主義攻擊會波及到這門語言。本次大會還通過了《布倫宣言》。

## 《布倫宣言》至今
自1905年起，世界語大會就每年舉辦，除了在兩次世界大戰期間有中斷。
當時比利時以及德國邊界的自治領土莫里斯尼特，由於其民衆的族裔構成複雜，因此有不少人學習世界語。該地甚至曾經考慮過將世界語列爲官方語言。
20世紀20年代早期，世界語由於一些事件，獲得廣泛關於。第一爲伊朗在國際聯盟的代表提議，將國際語用於國際關係領域；二爲新渡戶稻造的報告，當時他作爲國際聯盟的代表參在捷克布拉格舉行的第13屆世界語大會。國際聯盟當時10個代表中，有9票贊成採用世界語，但是法國代表加布里埃尔·阿诺托卻利用一票否決權，連續3年粉碎國際聯盟採用世界語的提議。阿诺托當時擔心世界語會影響法語作爲當時國際語言的地位。然而，兩年之後，國際聯盟便建議其所有成員國，在學校中加入世界語課程。法國隨後報復，禁止法國境內所有學校和大學教授世界語。 法國時任教育部部長稱，接受世界語會使法語和英文地位不保，從而降低全球的文化水平。但是儘管如此，很多人依舊認爲，20世紀20年代是世界語的巔峯時期。
1941年，出於擔心無民族主義的興起，蘇聯開始逮捕、驅逐和殺害大量世界語者。但是該次取締活動由於納粹入侵而終止。
希特勒在《我的奮鬥》一書中寫道，世界語是一門集合全球猶太人的語言。在第二次世界大戰期間，德國的戰俘營禁止教授世界語。不過有些人便通過謊稱他們在教意大利語（德國的同盟國）來偷偷教授。

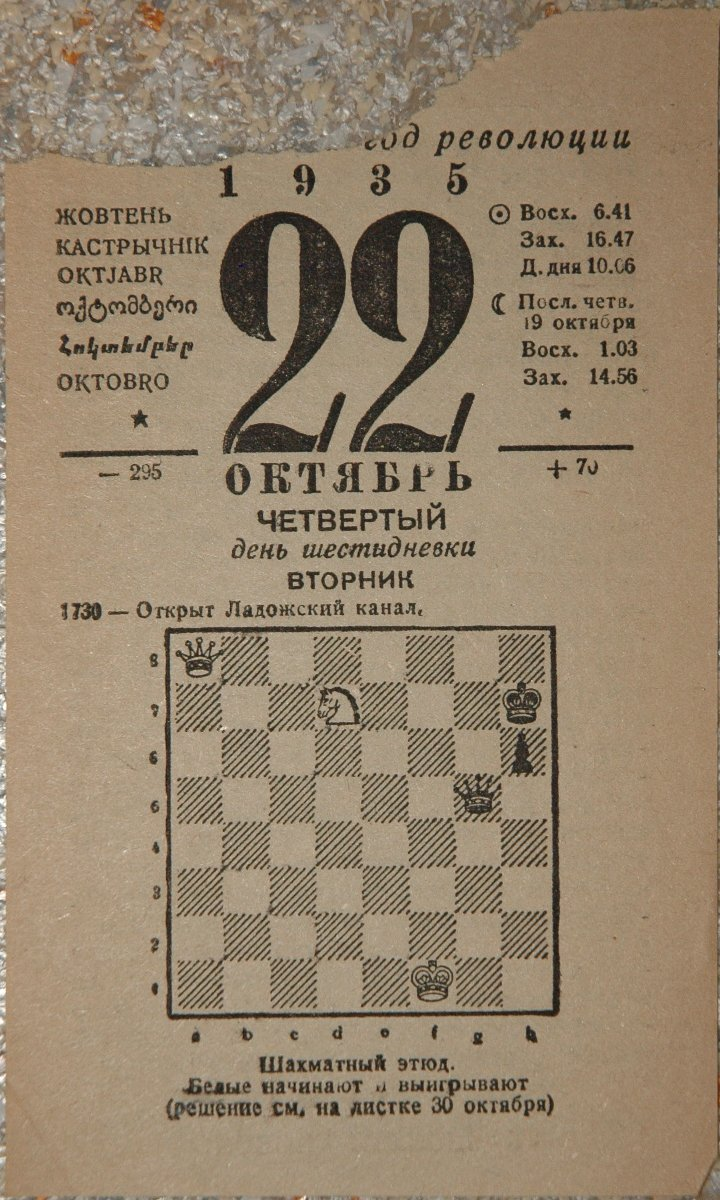
蘇聯1935年10月22日的日曆，可見圖中有"oktobro"一詞，以及其他語言翻譯

在蘇聯成立初期，世界語曾經爲政府所支持，蘇聯官方承認的世界語協會亦因此成立。但是1937年，斯大林改變了其政策，世界語因此直到1956年在蘇聯都被禁止。但是單一使用世界語對於蘇聯當局而言，並未足夠形成罪名。因此當局將世界語闡釋爲與猶太人及工會相關，以及涉嫌鼓勵與外國人接觸。
而法西斯意大利，卻反而試圖通過世界語小冊子來提升意大利的旅遊業，同時還感謝意大利語和世界語的相似性。
葡萄牙第二共和國的右翼政府，從1936年起禁止世界語。該禁令直至1974年康乃馨革命之後才得以解除。西班牙內戰後，法蘭西斯科·佛朗哥獨裁時期亦開始鎮壓無政府主義以及加泰羅尼亞民族主義，受波及的人中，有不少是世界語使用者。但是在50年代，佛朗哥接受了馬德里世界語大會的名譽贊助，之後世界語運動在西班牙才得以合法化。
而在冷戰期間，後期是20世紀50、60年代，兩邊陣營對世界語的態度都比較冷淡，主要是雙方都擔心，世界語會被敵方用作宣傳。但是在70年代，世界語卻獲得新生，傳播到其他新地方，尤其是在1975年，在伊朗開始流行。1991年，有數量可觀的非洲世界語主義者和舉行泛非洲世界語大會。至此之後，世界語就開始持續傳播。但是目前爲止，依然沒有國家將世界語列爲官方語言，同時亦僅有幾個國家，將世界語納入自己國家的教育體系中。

## 語言演變
布倫宣言限制了世界語的演變。宣言明確指出，世界語的基礎應爲《世界語基礎》，任何人，包括柴門霍夫本人，皆無權作出修改。宣言同時亦指出，對於新概念，世界語者可以使用自身認爲適當的方式去表達，但是應儘量使用傳統用法。
很多世界語者認爲，正是因爲布倫宣言，才確保了世界語的穩定，使其獲得了其他人造語言所做不到的成功，同時亦爲世界語文化的發展奠定基礎。與世界語不同，很多人造語言的創造者都將新語言視爲自己的私人成就，並且會有意無意間阻止其他人發展該門新語言。一個著名的例子就是沃拉普克語的創造者約翰·馬丁·施萊爾。如此相對， 柴門霍夫則宣稱“世界語屬於所有人”，並且在出版書籍後便退居二線，鼓勵其他人一同爲發展世界語而努力。
在世界語的早期， 很多語法細則仍然比較含糊，因此世界語社群內部亦在尊重布倫宣言的前提下，對一些語法細則進行調整。即使在布倫宣言之前，世界語亦已經相當穩定。例如在初期，-iam 行（例如kiam，tiam，niniam等）的關係詞寫法爲 -ian，但是爲了避免與 -ia 行的關係詞衝突，而最終被廣泛接受爲 -iam。很多人可以在不擔心語言突然大改的情況下，放心學習及發展世界語。世界語當然亦接受改變，但是需以有大衆支持爲前提。世界語當時沒有任何中央機構可以隨意作出修改，這與其他人造語言，例如沃拉普克語形成對比。
現代世界語有一些用法和早期有差別，但是多爲詞法層次上， 並沒有涉及更基礎的語法和音系層面。一個比較顯著的例子爲 Mi ŝatas ĉi tiun。在《世界語基礎》一書中，ŝatas 的原始意思應爲“尊敬“，但是在現代用法中， 卻變爲“喜歡”。世界語原本表達“喜歡”的認爲“Tiu ĉi plaĉas al mi”（我喜歡這個， 書面意思爲“這個使我開心”），句子結構與很多歐洲語言相同，例如法語 celui-ci me plaît，西班牙語 éste me gusta，俄語 это мне нравится，德語 Das gefällt mir 以及意大利語 mi piace。不過Tiu ĉi plaĉas al mi這個用法，在現代世界語中亦保留了下來。

## 方言，改革及世界語變種
不同自然語言， 由於只是僅限於一群人數相對較少的使用者之間，世界語並沒有發展出區域性的方言。有三大因素阻止世界語方言產生：
1.      《世界語基礎》的奠基作用；
2.      《世界語插圖大詞典》，及其他類似作品的統一作用。這些詞典多使用柴門霍夫或者其他世界語領導人物的句子作爲單詞例句；
3.      世界語社群內部跨種族的信念。
世界語當然亦發展出了俚語，但是一般而言， 其使用並不被鼓勵。
在20世紀初期，很多改革方案問世。這些世界語變種大多夭折，只有最早期的一個，伊多語獲得最大的關注。1907年伊多語問世， 作爲方案之一提交至國際輔助語言推廣代表團。伊多語與世界語的主要不同是，前者在字母、詞法以及某些語法規則上更加接近羅曼語族，同時廢除了形容詞與被修飾名詞的配合，以及規定若無需要， 賓格後綴 -n 可以不加。起初有不少世界語者支持伊多語，但是依多語運動最終還是式微。一因伊多語的重要領導人不幸離世，二因之後世界語亦有不少改革方案面世與伊多語競爭。目前伊多語的活躍使用人數爲 250至5000之間。但是，普遍公認世界語從伊多語中吸收了不少新詞。
近來亦出現了一些改良，包括世界語的性別改革。
世界語亦影響了不少人造語言方案，包括1922年的西方國際語以及1928年諾維亞語，雖然其流行程度遠遠不及世界語。如此相對的是，1951年面世的因特語開始流行， 大有與伊多語競爭之勢。但該人工語言基本上與世界語沒有聯繫。

## 世界語時間線
1859年：柴門霍夫（世界語創造者）於比亞維斯托克（今波蘭）出生。
1873年：柴門霍夫舉家遷至華沙。
1878年：柴門霍夫與其高中摯友慶祝原始世界語（當時被稱 Lingwe Uniwersala）的完工。
1878年：柴門霍夫在莫斯科攻讀醫學。柴父趁其外出期間，銷毀了其語言設計稿。同年，約翰·馬丁·施萊爾發表了沃拉普克語的設計。作爲第一門人工國際輔助語言，沃拉普克語獲得了一定的追隨者。但這些追隨者後期紛紛倒戈世界語。
1881年：柴門霍夫返回波蘭攻讀醫學，並且重新開始其語言設計。
1887年：柴門霍夫成婚。同年7月，在其妻的財政支持下，他發表了《第一本書》。該書原版爲俄語，但波蘭語、德語、法語的翻譯亦於同年出版。
1888年：列夫·托爾斯泰成爲世界語早期支持者。同年，柴發表《第二本書》，以及《第一本書》的英文版本。
1889年：第一本世界語雜誌，La Esperantisto問世。開始有人稱呼該語言爲 Esperanto（希望語）。
1894年：出於壓力，柴門霍夫出版了激進改革方案。但方案被世界語社群大比數否決。該改良方案亦被稱 1894世界語。
1895年：雜誌 La Esperantisto 停刊。Linvgo Internacia 在同年12月開始出版。
1901年：柴門霍夫在哲學家希勒尔长老的影響下，開始發表他的宗教觀念（人類人主義）。
1905年：《世界語基礎》問世。第一屆國際世界語大會在濱海布洛涅舉行。688人與會，並且會議全程皆用世界語。大會草擬及通過了《布倫宣言》。
1906年：第二屆世界語大會於瑞士日內瓦舉行，1200多人參加會議。同年期刊 La Revuo出版。
1907年：12名英國國會議員建議提名柴門霍夫諾貝爾和平獎。世界語支票銀行於倫敦成立，並且發行金本位貨幣 spesmilo。同年，Louis Couturat 提出伊多語方案。該語與世界語一直競爭至第一次世界大戰。
1908年：19歲的瑞士世界語者，赫克托·霍德勒成立了國際世界語協會。
1909年：世界語鐵路勞工國際協會於巴塞羅那成立。
1910s：世界語開始在中華民國，薩摩斯島以及馬其頓的國立學校中教授。
1910年：42名法國議會議員建議提名柴門霍夫諾貝爾和平獎。
1914年：期刊 Linvgo Internacia以及La Revuo停刊。
1917年：柴門霍夫於第一次世界大戰期間離世。
1920年：第一本世界語盲文雜誌，Aŭroro 開始在捷克斯洛伐克發行。該雜誌至今仍在發行。
1921年：法國科學院推薦使用世界語作爲國際科學交流用語。
1922年：世界語於法國學校遭禁。國際聯盟的法國代表否決組織關於世界語作爲工作語言的提議。
1924年：國際聯盟推薦成員國將世界語納入教育體系中。
1920s：巴西教育部使用世界語作爲其國際交際語言。魯迅開始支持世界語。Montagu C. Butler 是第一個以世界語作爲子女家庭用語的人。
1934年：世界語百科全書在布達佩斯出版。
1935年：Kalman Kalocsay 以及 Gaston Waringhien 出版了《世界語語法》。世界語和其他人工語言同年5月起，事實上被納粹德國禁止。
1936年：納粹德國禁止無民族世界語協會和國際世界語協會在其境內的活動。
1937年：蘇聯開始逮捕世界語組織的領導人。世界語活動遭取締。
1938 年：全世界世界語者青年組織成立。
1939-45年：第二次世界大戰期間，很多國家被德國及蘇聯佔領，世界語運動因此亦被限制甚至禁止。
1948年：國際鐵路勞工世界語聯盟成立，該組織致力於提升世界語在全球鐵路管理中的應用。
1954年：聯合國教科文組織與國際世界語協會建立諮詢關係。
1966年：護照服務在阿根廷開始。
1967年：Istvan Nemere 成立世界語家庭見面會，是最早針對世界語家庭的組織。
1975年：世界語運動傳播至伊朗，在德黑蘭有3千人學習世界語。
1980年：全世界世界語者青年組織在芬蘭勞馬通過勞馬宣言，標誌着勞馬主義誕生。
1985年：聯合國教科文組織鼓勵聯合國成員國添加世界語至其教育體系中。
1987年：6000人參加華沙舉行的第72屆國際世界語大會，標誌世界語創立100週年。
1991年：首屆泛非洲世界語大會於多哥洛美舉行。
1992年：國際筆會接受世界語作品。
2001年：世界語維基百科創立。世界語維基百科是維基百科第一個人造語言版本。現時該維基百科版本是世上最受歡迎的版本之一。
2004年：欧洲–民主–世界语在代表法國參選歐洲議會選舉。該政黨主張世界語成爲歐盟所有成員國的第二語言，獲得0.15%選票。
2007年：以色列發行郵票紀念世界語120週年誕辰（1887-2007）。柴門霍夫的畫像作爲設計的一部分，與文字一同介紹柴門霍夫的一生，內容引自世界語維基百科。郵票角落有表示世界語運動的綠色旗幟。
2009年：巴西參議院通過法令，試圖將世界語列爲國立學校的選修課程之一。該法令截至2010年爲止尚未被巴西眾議院審批通過。
2015年：第100屆國際世界語大會在法國尼斯舉行。多鄰國推出世界語課程。
2017年：Amikumu正式上線。該程序幫助世界語者與其所處地的世界語社群建立聯繫。